# Lista de episódios de Rapunzel's Tangled Adventure

Logótipo da série na 1ª temporada em Portugal

Logótipo da série na 2ª e 3ª temporada em Portugal

Rapunzel's Tangled Adventure, originalmente conhecido como Tangled: The Series, é uma série de televisão estadunidense do Disney Channel, e estreou a 24 de março de 2017 e terminam a 1 de março de 2020.
A série conta com novas canções de Alan Menken, que escreveu a partitura e canções para o filme original e Glenn Slater. Mandy Moore e Zachary Levi vão reprisar seus papéis.
A 15 de fevereiro de 2017, antes da estreia da série, a série foi renovada para uma segunda temporada que estreou a 24 de junho de 2018 e terminou a 14 de abril de 2019.
Em maio de 2018, a série foi renovada para uma terceira é última temporada que estreou a 7 de outubro de 2019 e terminou a 1 de março de 2020.

## Episódios
| Temporada | Temporada | Episódios | Exibição original    | Exibição original     | Exibição em Portugal           | Exibição em Portugal            | Exibição no Brasil     | Exibição no Brasil     |
| Temporada | Temporada | Episódios | Estreia de temporada | Final de temporada    | Estreia de temporada           | Final de temporada              | Estreia de temporada   | Final de temporada     |
| --------- | --------- | --------- | -------------------- | --------------------- | ------------------------------ | ------------------------------- | ---------------------- | ---------------------- |
|           | Filme     | Filme     | 10 de março de 2017  | 10 de março de 2017   | 29 de abril de 2017            | 29 de abril de 2017             | 17 de setembro de 2017 | 17 de setembro de 2017 |
|           | 1         | 23        | 24 de março de 2017  | 13 de janeiro de 2018 | 3 de junho de 2017             | 20 de abril de 2018             | 1 de outubro de 2017   | 15 de abril de 2018    |
|           | 2         | 24        | 24 de junho de 2018  | 14 de abril de 2019   | 21 de setembro de 2018         | 14 de junho de 2019             | 7 de outubro de 2018   | 25 de agosto de 2019   |
|           | 3         | 21        | 7 de outubro de 2019 | 1 de março de 2020    | 1 de janeiro de 2021 (Disney+) | 28 de janeiro de 2021 (Disney+) | 10 de abril de 2020    | 10 de janeiro de 2021  |

### Filme (2017)
| # | # | Titulo                                                                                         | Dirigido por                     | Escrito por | Estreias                                                       | Audiência (em milhões) |
| --- | - | ---------------------------------------------------------------------------------------------- | -------------------------------- | ----------- | -------------------------------------------------------------- | ---------------------- |
| 1 | 1 | "Entrelaçados Outra Vez (PT) Enrolados Outra Vez: O Especial (BR)" Tangled: Before Ever After" | Tom Caulfield e Stephen Sandoval | Jase Ricci  | 10 de março de 2017 29 de abril de 2017 17 de setembro de 2017 | 2.87                   |
| Rapunzel lida com as responsabilidades de ser uma princesa e as formas protetoras do seu pai. Ela e a sua amiga, Cassandra, embarcam numa aventura secreta, onde encontram, um poder místico que magicamente faz com que Rapunzel voltasse a ter o seu longo cabelo novamente, só que dessa vez muito mais forte que é impossível de se cortar. |   |                                                                                                |                                  |             |                                                                |                        |

### 1ª Temporada (2017-18)
| # | #    | Titulo                                                                                     | Dirigido por     | Escrito por    | Estreias                                                          | Código de produção | Audiência (em milhões) |
| --- | ---- | ------------------------------------------------------------------------------------------ | ---------------- | -------------- | ----------------------------------------------------------------- | ------------------ | ---------------------- |
| 2 | 1    | "Mas Que Cabelo?! (PT) Que Cabelo é Esse?! (BR)" "What the Hair?!"                         | Tom Caulfield    | Dave Schiff    | 24 de março de 2017 3 de junho de 2017 1 de outubro de 2017       | 101                | 1.30                   |
| Rapunzel e Cassandra ousam ir até à casa de um feiticeiro para o consultar por causa do cabelo. |      |                                                                                            |                  |                |                                                                   |                    |                        |
| 3 | 2    | "O Inimigo de Rapunzel (PT/BR)" "Rapunzel's Enemy"                                         | Stephen Sandoval | Katie Mattila  | 31 de março de 2017 4 de junho de 2017 1 de outubro de 2017       | 102                | 1.05                   |
| Quando Rapunzel é vaiada, fica determinada a tentar conquistar o seu opositor, um pequeno velhote que é adorado por todos no reino. |      |                                                                                            |                  |                |                                                                   |                    |                        |
| 4 | 3    | "Fitzherbert, o Investigador (PT) Bezerra, o Investigador (BR)" "Fitzherbert P.I."         | Joe Oh           | Jase Ricci     | 7 de abril de 2017 11 de junho de 2017 1 de outubro de 2017       | 103                | 1.02                   |
| Eugene procura um papel para si mesmo e decide ser guarda real, mas, para passar na recruta, tem que aguentar o Capitão. |      |                                                                                            |                  |                |                                                                   |                    |                        |
| 5 | 4    | "O Desafio dos Bravos (PT/BR)" "Challenge of the Brave"                                    | Tom Caulfield    | Ricky Roxburgh | 14 de abril de 2017 18 de junho de 2017 1 de outubro de 2017      | 104                | 0.96                   |
| Quando Cassandra entra no Desafio dos Bravos, Rapunzel decide também entrar, fazendo com que as duas se zanguem. |      |                                                                                            |                  |                |                                                                   |                    |                        |
| 6 | 5    | "Cassandra Contra Eugene (PT) Cassandra Contra José (BR)" "Cassandra vs. Eugene"           | Joe Oh           | Katie Mattila  | 21 de abril de 2017 23 de junho de 2017 1 de outubro de 2017      | 105                | 0.97                   |
| Rapunzel está farta das brigas constantes entre Cassandra e Eugene, por isso põe-nos a fazer uma caça ao tesouro para criarem laços. |      |                                                                                            |                  |                |                                                                   |                    |                        |
| 7 | 6    | "O Regresso de Strongbow (PT) O Retorno de Strongbow (BR)" "The Return of Strongbow"       | Tom Caulfield    | Dave Schiff    | 28 de abril de 2017 23 de junho de 2017 17 de outubro de 2017     | 106                | 1.01                   |
| Strongbow, o velho amigo de Eugene, volta à cidade e tenta arrastá-lo para o caminho do roubo. |      |                                                                                            |                  |                |                                                                   |                    |                        |
| 8 | 7    | "Sucesso com o Flynn (PT) Toca Aqui Flynn (BR)" "In Like Flynn"                            | Stephen Sandoval | Han-Yee Ling   | 23 de julho de 2017 16 de outubro de 2017 18 de outubro de 2017   | 107                | 0.94                   |
| De modo a pregar uma partida a um monarca rival, o Rei Frederic recruta Eugene para o ajudar a ter sucesso. |      |                                                                                            |                  |                |                                                                   |                    |                        |
| 9 | 8    | "Grandes Exposições (PT) Grandes Feiras (BR)" "Great Expotations"                          | Joe Oh           | Ricky Roxburgh | 30 de julho de 2017 17 de outubro de 2017 19 de outubro de 2017   | 108                | 0.99                   |
| Cassandra tem a hipótese de ser a guarda do avaliador da Exposição de Ciências, mas só se conseguir cumprir os seus deveres de criada a tempo. |      |                                                                                            |                  |                |                                                                   |                    |                        |
| 10 | 9    | "Em Segredo (PT) Sob Vigia (BR)" "Under Raps"                                              | Tom Caulfield    | Kelly Hannon   | 6 de agosto de 2017 18 de outubro de 2017 23 de outubro de 2017   | 109                | 0.87                   |
| Rapunzel descobre que Cassandra tem uma nova paixão. |      |                                                                                            |                  |                |                                                                   |                    |                        |
| 11 | 10   | "Uma Princesa Furiosa (PT/BR)" "One Angry Princess"                                        | Stephen Sandoval | Jase Ricci     | 13 de agosto de 2017 19 de outubro de 2017 1 de janeiro de 2018   | 110                | 1.12                   |
| Quando Átila é acusado de destruir a Loja de Doces de Monty, Rapunzel é a única que acredita na sua inocência. |      |                                                                                            |                  |                |                                                                   |                    |                        |
| 12 | 11   | "A História de Pascal (PT/BR)" "Pascal's Story"                                            | Tom Caulfield    | Ricky Roxburgh | 20 de agosto de 2017 20 de novembro de 2017 2 de janeiro de 2018  | 114                | 0.93                   |
| Quando Pascal começa a sentir que não se encaixa na nova vida de Rapunzel no castelo, foge e regressa à torre. |      |                                                                                            |                  |                |                                                                   |                    |                        |
| 13 | 12   | "Irmãos Mais Velhos de Corona (PT) Grandes Irmãos de Corona (BR)" "Big Brothers of Corona" | Joe Oh           | Han-Yee Ling   | 1 de outubro de 2017 21 de novembro de 2017 3 de janeiro de 2018  | 115                | 1.06                   |
| Quando se descobre que um grande e infame ladrão são duas meninas órfãs, Lance e Eugene tomam conta delas para tentar afastá-las da vida do crime. |      |                                                                                            |                  |                |                                                                   |                    |                        |
| 14 | 13   | "A Fúria da Ruth Cruel (PT) A Ira da Irascível Ruth (BR)" "The Wrath of Ruthless Ruth"     | Tom Caulfield    | Kelly Hannon   | 8 de outubro de 2017 30 de outubro de 2017 31 de outubro de 2017  | 117                | 0.83                   |
| Rapunzel fica assustada quando lhe contam a lenda do fantasma da Ruth Cruel, a antiga proprietária do bar "Patinho". |      |                                                                                            |                  |                |                                                                   |                    |                        |
| 15 | 14   | "O Inimigo de Max (PT/BR)" "Max's Enemy"                                                   | Joe Oh           | Katie Mattila  | 15 de outubro de 2017 22 de novembro de 2017 4 de janeiro de 2018 | 118                | 0.85                   |
| Um novo cavalo que combate o crime chega a Corona, e Maximus encontra um melhor amigo. Mas não demora muito tempo até Max perceber de que o seu colega de estábulo não veio à cidade com boas intenções. |      |                                                                                            |                  |                |                                                                   |                    |                        |
| 16 | 15   | "A Maneira de Willow (PT/BR)" "The Way of the Willow"                                      | Stephen Sandoval | Katie Mattila  | 22 de outubro de 2017 23 de novembro de 2017 5 de janeiro de 2018 | 119                | 0.94                   |
| Quando Rapunzel descobre que a Rainha Ariana tem uma irmã afastada, convida a sua nova tia Willow para vir a Corona. |      |                                                                                            |                  |                |                                                                   |                    |                        |
| 1718 | 1617 | "Rainha Por Um Dia (PT/BR)" "Queen for a Day"                                              | Joe Oh           | Jase Ricci     | 19 de novembro de 2017 16 de dezembro de 2017 4 de março de 2018  | 111112             | 1.22                   |
| Rapunzel está entusiasmada com a sua primeira experiência a governar quando os seus pais saiem por dois dias para celebrar o seu aniversário. A futura princesa vai ter que lidar com um nevão destrutivo. Ela ouve uma lenda que diz que este clima catastrófico está relacionado com uma antiga maldição e pode significar o fim de Corona. Rapunzel promete ajudar os habitantes da aldeia de Velha Corona. |      |                                                                                            |                  |                |                                                                   |                    |                        |
| 19 | 18   | "Bloqueio de Pintor (PT/BR)" "Painter's Block"                                             | Stephen Sandoval | Dave Schiff    | 26 de novembro de 2017 16 de abril de 2018 15 de abril de 2018    | 113                | 0.99                   |
| Depois da tempestade de neve, Rapunzel perde a confiança em si mesma, e numa tentativa de a recuperar, ela volta a dedicar-se à pintura e inscreve-se numa aula de artes. |      |                                                                                            |                  |                |                                                                   |                    |                        |
| 20 | 19   | "Sem Disposição (PT) Não Estou com Ânimo (BR)" "Not in the Mood"                           | Stephen Sandoval | Kelly Hannon   | 2 de dezembro de 2017 17 de abril de 2018 15 de abril de 2018     | 116                | 0.95                   |
| Aborrecidos com as discussões constantes, Max e Pascal dão a Rapunzel, Cassandra e Eugene uma poção para reverter a atitude. |      |                                                                                            |                  |                |                                                                   |                    |                        |
| 21 | 20   | "A Aventura por Varian (PT) A Busca de Varian (BR)" "The Quest for Varian"                 | Tom Caulfield    | Ricky Roxburgh | 9 de dezembro de 2017 18 de abril de 2018 15 de abril de 2018     | 120                | 1.06                   |
| Quando Rapunzel investiga uma mensagem encriptada de Varian, acaba a fugir de um grupo de homens mascarados. |      |                                                                                            |                  |                |                                                                   |                    |                        |
| 22 | 21   | "O Alquimista Regressa (PT) O Retorno do Alquimista (BR)" "The Alchemist Returns"          | Joe Oh           | Dave Schiff    | 16 de dezembro de 2017 19 de abril de 2018 15 de abril de 2018    | 121                | 0.96                   |
| Rapunzel aceita ajudar Varian a recuperar a flor de gota de sol, mas apercebe-se de que o jovem alquimista tem piores intenções do que as que sugeriu em primeiro lugar. |      |                                                                                            |                  |                |                                                                   |                    |                        |
| 2324 | 2223 | "O Segredo da Gota de Sol (PT/BR)" "Secret of the Sun Drop"                                | Stephen Sandoval | Jase Ricci     | 13 de janeiro de 2018 20 de abril de 2018 15 de abril de 2018     | 122123             | 0.96                   |
| Cassandra foi castigada pelo rei e vai ser enviada para um convento. Rapunzel sente-se culpada pelo que aconteceu à amiga e vai tentar que o pai mude de ideias. No entanto, Rapunzel tem de enfrentar a maior ameaça até à data, quando Varian, desesperado para salvar o seu pai, rapta a Rainha. |      |                                                                                            |                  |                |                                                                   |                    |                        |

### 2ª Temporada (2018-19)
| # | #    | Titulo | Dirigido por                     | Escrito por                                                                         | Estreias                                                         | Código de produção | Audiência (em milhões) |
| --- | ---- | --- | -------------------------------- | ----------------------------------------------------------------------------------- | ---------------------------------------------------------------- | ------------------ | ---------------------- |
| 2526 | 12   | "Fora das Muralhas de Corona (PT) Além dos Muros de Corona (BR)" "Beyond the Corona Walls"                                 | Joe Oh                           | Jase Ricci                                                                          | 24 de junho de 2018 21 de setembro de 2018 7 de outubro de 2018  | 201202             | 0.67                   |
| Finalmente fora das paredes do reino, Rapunzel inicia a sua longa jornada seguindo o caminho das pedras pretas. O grupo encontra um obstáculo quando Eugene é preso por um velho inimigo. Enquanto Rapunzel tenta salvar o amor da sua vida, descobre um grande segredo do passado de Flynn Rider!                                                         |      | |                                  |                                                                                     |                                                                  |                    |                        |
| 27 | 3    | "O Regresso de Quaid (PT) O Retorno de Quaid (BR)" "The Return of Quaid"                                                   | Tom Caulfield                    | Jeremy Shipp                                                                        | 1 de julho de 2018 24 de setembro de 2018 7 de outubro de 2018   | 203                | 0.61                   |
| Quando um novo chefe do crime tenta ascender ao poder em Vardaros, Rapunzel procura convencer um antigo velho xerife a sair da reforma para ajudar a salvar o dia. |      | |                                  |                                                                                     |                                                                  |                    |                        |
| 28 | 4    | "Boa Vontade e Boa Viagem (PT) Adeus e Boa Vontade (BR)" "Goodbye and Goodwill"                                            | Stephen Sandoval                 | Dave Schiff                                                                         | 8 de julho de 2018 25 de setembro de 2018 7 de outubro de 2018   | 204                | 0.59                   |
| Rapunzel planeia trazer o Festival da Boa Vontade a Vardaros, mas quando os habitantes respondem mais favoravelmente às ideias de Cassandra, o instinto competitivo de Rapunzel revela-se. |      | |                                  |                                                                                     |                                                                  |                    |                        |
| 29 | 5    | "Floresta sem Regresso (PT) A Floresta Sem Volta (BR)" "Forest of No Return"                                               | Joe Oh                           | Kelly Hannon                                                                        | 15 de julho de 2018 26 de setembro de 2018 7 de outubro de 2018  | 205                | 0.53                   |
| O grupo perde-se na misteriosa Floresta sem Regresso. Para conseguirem atravessar esta área perigosa, têm de confiar na misteriosa Adira enquanto sua guia. |      | |                                  |                                                                                     |                                                                  |                    |                        |
| 30 | 6    | "Ave Livre (PT) Pássaros Livres (BR)" "Freebird"                                                                           | Tom Caulfield                    | Dave Schiff                                                                         | 22 de julho de 2018 3 de dezembro de 2018 7 de outubro de 2018   | 206                | 0.57                   |
| O espírito aventureiro de Rapunzel leva o grupo a um canto escondido e bizarro do bosque, onde são todos transformados em aves por magia. |      | |                                  |                                                                                     |                                                                  |                    |                        |
| 31 | 7    | "Vigor, o Visionário (PT/BR)" "Vigor the Visionary"                                                                        | Stephen Sanoval                  | Ricky Roxburgh                                                                      | 29 de julho de 2018 4 de dezembro de 2018 5 de janeiro de 2019   | 207                | 0.52                   |
| Quando Rapunzel e Eugene visitam um macaco vidente, as suas visões levam-nos a uma jornada louca para encontrar a família da sua velha amiga e jovem ladra, Irritada. |      | |                                  |                                                                                     |                                                                  |                    |                        |
| 32 | 8    | "Guardiã do Pináculo (PT) O Guardião do Pináculo (BR)" "Keeper of the Spire"                                               | Bosook Coburn                    | Jase Ricci & Jeremy Shipp                                                           | 5 de agosto de 2018 5 de dezembro de 2018 6 de janeiro de 2019   | 208                | 0.64                   |
| Para conseguir um pedaço de pergaminho, Rapunzel viaja até um museu antigo no topo de um pináculo. |      | |                                  |                                                                                     |                                                                  |                    |                        |
| 33 | 9    | "Rei Pascal (PT/BR)" "King Pascal"                                                                                         | Tom Caulfield                    | Kelly Hannon                                                                        | 12 de agosto de 2018 14 de outubro de 2018 12 de janeiro de 2019 | 209                | 0.60                   |
| O grupo vai parar a uma ilha tropical, onde as criaturas locais confundem Pascal com um governante místico por quem esperavam há séculos. |      | |                                  |                                                                                     |                                                                  |                    |                        |
| 34 | 10   | "O Que Se Passa com o Pé Gancho? (PT) Tem Algo Errado com o Pé de Gancho (BR)" "There's Something About Hook Foot"         | Stephan Sandoval                 | Jeremy Shipp                                                                        | 19 de agosto de 2018 6 de dezembro de 2018 19 de janeiro de 2019 | 210                | 0.60                   |
| Pé Gancho apaixona-se por uma sereia com segundas intenções. |      | |                                  |                                                                                     |                                                                  |                    |                        |
| 35 | 11   | "Felicidade É... (PT/BR)" "Happiness Is..."                                                                                | Joe Oh                           | Ricky Roxburgh                                                                      | 26 de agosto de 2018 1 de março de 2019 20 de janeiro de 2019    | 211                | 0.50                   |
| Rapunzel, com saudades de casa, descobre um ídolo misterioso com o poder de trazer a felicidade instantânea a quem o segurar, mas o seu poder ameaça separar o grupo. |      | |                                  |                                                                                     |                                                                  |                    |                        |
| 36 | 12   | "Max e Eugene em Perigo em Alto Mar (PT) Max e José em Perigo em Alto Mar (BR)" "Max and Eugene in Peril on the High Seas" | Tom Caulfield                    | Dave Schiff                                                                         | 3 de março de 2019 8 de março de 2019 14 de julho de 2019        | 212                | 0.37                   |
| Max e Eugene estão presos no mar e são salvos por um navio de passagem, apenas para descobrir que embarcaram num navio prisional que recentemente sucumbiu ao motim dos presidiários. |      | |                                  |                                                                                     |                                                                  |                    |                        |
| 37 | 13   | "Maldições! (PT/BR)" "Curses!"                                                                                             | Stephen Sandoval                 | Kelly Hannon                                                                        | 10 de março de 2019 15 de março de 2019 14 de julho de 2019      | 213                | 0.36                   |
| Rapunzel volta a encontrar a Madame Canardist e o Vigor, o Visionário. Vigor lança uma maldição a Rapunzel antes de ela e os amigos atravessarem um caminho perigoso de uma montanha. |      | |                                  |                                                                                     |                                                                  |                    |                        |
| 38 | 14   | "O Olho de Pincosta (PT/BR)" "The Eye of Pincosta"                                                                         | Joe Oh                           | Jeremy Shipp                                                                        | 10 de março de 2019 22 de março de 2019 14 de julho de 2019      | 214                | 0.38                   |
| Para tirar Eugene da prisão, Rapunzel tem de formar equipa com Stalyan, a ex-noiva de Eugene, para encontrar um diamante que dois ladrões roubaram há muito tempo. |      | |                                  |                                                                                     |                                                                  |                    |                        |
| 3940 | 1516 | "Rapunzel e a Grande Árvore (PT/BR)" "Rapunzel and the Great Tree"                                                         | Tom Caulfield e Stephen Sandoval | Jase Ricci                                                                          | 17 de março de 2019 29 de março de 2019 14 de julho de 2019      | 215216             | 0.37                   |
| O trilho das Pedras Pretas leva Rapunzel e o grupo à Grande Árvore, uma árvore antiga do tamanho de uma montanha. Encontram Hector e descobrem o Feitiço da Lua. Quando Hector demonstra ser capaz de fazer frente à Rapunzel, ela apercebe-se de que a única hipótese que tem de o derrotar e salvar os seus amigos está no incontrolável Feitiço da Lua! |      | |                                  |                                                                                     |                                                                  |                    |                        |
| 41 | 17   | "Os Irmãos Gancho (PT/BR)" "The Brothers Hook"                                                                             | Tom Caulfield                    | Ricky Roxburgh                                                                      | 24 de março de 2019 19 de abril de 2019 14 de julho de 2019      | 218                | ASD                    |
| Rapunzel tenta animar o grupo, levando-o ao concerto de Mão Gancho, mas a reunião dos irmãos Gancho traz más memórias a Pé Gancho. |      | |                                  |                                                                                     |                                                                  |                    |                        |
| 42 | 18   | "Rapunzel: O Primeiro Dia (PT) Rapunzel: Primeiro Dia (BR)" "Rapunzel: Day One"                                            | Stephen Sandoval                 | Leanna Dindal                                                                       | 24 de março de 2019 5 de abril de 2019 10 de agosto de 2019      | 217                | ASD                    |
| Rapunzel é acidentalmente atacada por um feitiço de memória, e esquece-se de tudo o que lhe aconteceu desde que deixou a torre. |      | |                                  |                                                                                     |                                                                  |                    |                        |
| 43 | 19   | "Espelho, Espelho Meu (PT/BR)" "Mirror, Mirror"                                                                            | Joe Oh                           | Dave Schiff                                                                         | 31 de março de 2019 3 de maio de 2019 11 de agosto de 2019       | 219                | 0.31                   |
| O grupo encontra uma mansão antiga e acolhedora, mas descobre que acontecem coisas estranhas quando se olha para um espelho. |      | |                                  |                                                                                     |                                                                  |                    |                        |
| 44 | 20   | "Brincadeiras de Miúdos (PT) Você Tá Brincando Comigo! (BR)" "You're Kidding Me!"                                          | Joe Oh                           | Kelly Hannon                                                                        | 31 de março de 2019 17 de maio de 2019 17 de agosto de 2019      | 220                | 0.33                   |
| À procura de uma saída da Casa Misteriosa, todos menos Rapunzel e Eugene são transformados em miúdos. |      | |                                  |                                                                                     |                                                                  |                    |                        |
| 45 | 21   | "Rapunzeltopia (PT/BR)" "Rapunzeltopia"                                                                                    | Tom Caulfield                    | Ricky Roxburgh                                                                      | 7 de abril de 2019 7 de junho de 2019 18 de agosto de 2019       | 221                | 0.35                   |
| Rapunzel acorda e descobre que voltou a Corona, que o seu cabelo está curto e castanho e que tem uma vida aparentemente perfeita, como se todos os eventos das pedras pedras e de Varian não tivessem acontecido. |      | |                                  |                                                                                     |                                                                  |                    |                        |
| 46 | 22   | "Perdido e Achado (PT) Achados e Perdidos (BR)" "Lost and Found"                                                           | Shane Zalvin                     | Jeremy Shipp                                                                        | 7 de abril de 2019 7 de junho de 2019 24 de agosto de 2019       | 222                | 0.35                   |
| Vigor, o Visionário, revela que é um feiticeiro antigo que se refugiou no corpo de um macaco, para manter o significado dos pergaminhos em segurança para Rapunzel. |      | |                                  |                                                                                     |                                                                  |                    |                        |
| 4748 | 2324 | "Choque de Destinos (PT) Destinos Colidem (BR)" "Destinies Collide"                                                        | Tom Caulfield e Joe Oh           | Jase Ricci, Leanna Dindal, Kelly Hannon, Ricky Roxburgh, Dave Schiff e Jeremy Shipp | 14 de abril de 2019 14 de junho de 2019 25 de agosto de 2019     | 223224             | 0.35                   |
| Cercada por um novo inimigo misterioso e assombrada por uma profecia que diz que um dos seus amigos a vai trair, Rapunzel leva a sua equipa até a última fase da viagem ao Reino das Trevas. Finalmente, o destino de Rapunzel está ao seu alcance, mas vai ter de derrotar o Rei das Trevas para lá chegar.                                               |      | |                                  |                                                                                     |                                                                  |                    |                        |

### 3ª Temporada (2019-20)
| #      | #      | Titulo                                                                                             | Dirigido por                                         | Escrito por                | Estreias                                                                                                | Código de produção | Audiência (em milhões) |
| ------ | ------ | -------------------------------------------------------------------------------------------------- | ---------------------------------------------------- | -------------------------- | --- | ------------------ | ---------------------- |
| 4950   | 12     | "O Regresso de Rapunzel (PT) O Retorno de Rapunzel (BR)" "Rapunzel's Return"                       | Tom Caulfield e Shane Zalvin                         | Ricky Roxburgh             | 7 de outubro de 2019 1 de janeiro de 2021 10 de abril de 2020                                           | 301302             | 0,29                   |
| 51     | 3      | "O Regresso do Rei (PT) O Retorno do Rei (BR)" "Return of the King"                                | Philip Pignotti                                      | Jeremy Shipp               | 8 de outubro de 2019 1 de janeiro de 2021 25 de abril de 2020                                           | 303                | 0,34                   |
| 52     | 4      | "Quem Tem Medo do Lobo Mau? (PT/BR)" "Who's Afraid of the Big, Bad Wolf?"                          | Shane Zalvin                                         | Kelly Hannon e Jase Ricci  | 9 de outubro de 2019 1 de janeiro de 2021 26 de abril de 2020                                           | 304                | 0,24                   |
| 53     | 5      | "O Tesouro Perdido de Herz Der Sonne (PT) (BR)" "The Lost Treasure of Herz Der Sonne"              | Tom Caulfield                                        | Dave Schiff                | 10 de outubro de 2019 1 de janeiro de 2020 2 de maio de 2020                                            | 305                | 0,30                   |
| 54     | 6      | "Não Há Nada Como o Passado (PT) Não Há Tempo Como o Passado (BR)" "No Time Like the Past"         | Philip Pignotti                                      | Kelly Hannon               | 11 de outubro de 2019 1 de janeiro de 2020 3 de maio de 2020                                            | 306                | 0,31                   |
| 55     | 7      | "Inícios (PT) Começos (BR)" "Beginnings"                                                           | Shane Zalvin                                         | Leanna Dindal              | 15 de outubro de 2019 1 de janeiro de 2020 9 de maio de 2020                                            | 307                | 0,16                   |
| 56     | 8      | "O Rei e a Rainha dos Corações (PT) O Rei e a Rainha de Copas (BR)" "The King and Queen of Hearts" | Tom Caulfield                                        | Ricky Roxburgh             | 16 de outubro de 2019 1 de janeiro de 2020 10 de maio de 2020                                           | 308                | 0,23                   |
| 57     | 9      | "Dia dos Animais (PT) O Dia dos Animais (BR)" "Day of the Animals"                                 | Tom Caulfield                                        | Kelly Hannon               | 17 de outubro de 2019 1 de janeiro de 2020 16 de maio de 2020                                           | 309                | 0,23                   |
| 58     | 10     | "Tem Muito Medo (PT) Tenha Muito Medo (BR)" "Be Very Afraid"                                       | Philip Pignotti                                      | Jeremy Shipp               | 18 de outubro de 2019 1 de janeiro de 2020 26 de julho de 2020                                          | 311                | 0,33                   |
| 59     | 11     | "O Dragão do Pascal (PT) Meu amigo, o Dragão (BR)" "Pascal's Dragon"                               | Shane Zalvin                                         | Dave Schiff                | 12 de janeiro de 2020 1 de janeiro de 2020 26 de julho de 2020                                          | 310                | 0,27                   |
| 60     | 12     | "A Ilhas de Distância (PT) Ilhas Separadas (BR)" "Islands Apart"                                   | Philip Pignotti                                      | Leanna Dindal              | 19 de janeiro de 2020 1 de janeiro de 2020 26 de julho de 2020                                          | 312                | 0,30                   |
| 6162   | 1314   | "A Vingança de Cassandra (PT/BR)" "Cassandra's Revenge"                                            | Tom Caulfield e Shane Zalvin                         | Ricky Roxburgh             | 26 de janeiro de 2020 1 de janeiro de 2020 26 de julho de 2020                                          | 313314             | 0,35                   |
| 63     | 15     | "Corrida até ao Pináculo (PT) A Corrida Para o Pináculo (BR)" "Race to the Spire"                  | Philip Pignotti                                      | Jeremy Shipp               | 2 de fevereiro de 2020 1 de janeiro de 2020 26 de julho de 2020                                         | 315                | 0,33                   |
| 64     | 16     | "Um Conto de Duas Irmãs (PT/BR)" "A Tale of Two Sisters"                                           | Shane Zalvin                                         | Dave Schiff e Jeremy Shipp | 9 de fevereiro de 2020 1 de janeiro de 2020 1 de novembro de 2020                                       | 316                | 0,41                   |
| 65     | 17     | "Flynnpostor (PT/BR)" "Flynnpostor"                                                                | Tom Caulfield                                        | Ricky Roxburgh             | 16 de fevereiro de 2020 1 de janeiro de 2020 1 de novembro de 2020                                      | 317                | 0,40                   |
| 66     | 18     | "Uma Vez Criada... (PT) Era Uma Vez uma Criada... (BR)" "Once a Handmaiden..."                     | Philip Pignotti                                      | Leanna Dindal              | 23 de fevereiro de 2020 1 de janeiro de 2021 1 de novembro de 2020                                      | 318                | 0,37                   |
| 676869 | 192021 | "Plus Est En Vous (BR) (PT)" "Plus Est En Vous"                                                    | Benjamin Balistreri, Phillip Pignotti e Shane Zalvin | Jase Ricci                 | 1 de março de 2020 10 de janeiro de 2021 Partes 1 e 3: 28 de janeiro de 2021 Parte 2: fevereiro de 2021 | 319320321          | 0,47                   |